# Distinctio
En retórica, la paradiástole o distinctio es, dentro de las figuras literarias, una de las figuras de pensamiento. Relacionado directamente con la conciliatio, de la que sería una suerte de negación, el recurso de la distinctio manifiesta la inconveniencia de considerar como sinónimos dos términos determinados.
O en términos más sucintos, es cuando se deja en claro que una cosa no es sinónimo de otra. Se da a entender un concepto por medio de la contraposición entre otros.

## Ejemplos
No todo alabar es bien decir.
Baltasar Gracián

Conocer no es lo mismo que saber.
Vicente Aleixandre